# Forêt de Tronçais
La forêt de Tronçais est une forêt domaniale française située dans le Nord-Ouest de l'Allier. Elle est principalement constituée de chênes sessiles « conduits » en futaie.
En 2011, la forêt s'étendait sur près de 10 600 ha, incluant 110 ha classés en réserves biologiques domaniales (Nantigny et la futaie Colbert) et environ 130 ha d'étangs, elle a la réputation d'être la plus belle futaie de chênes d'Europe.

Elle est gérée par l'Office national des forêts.

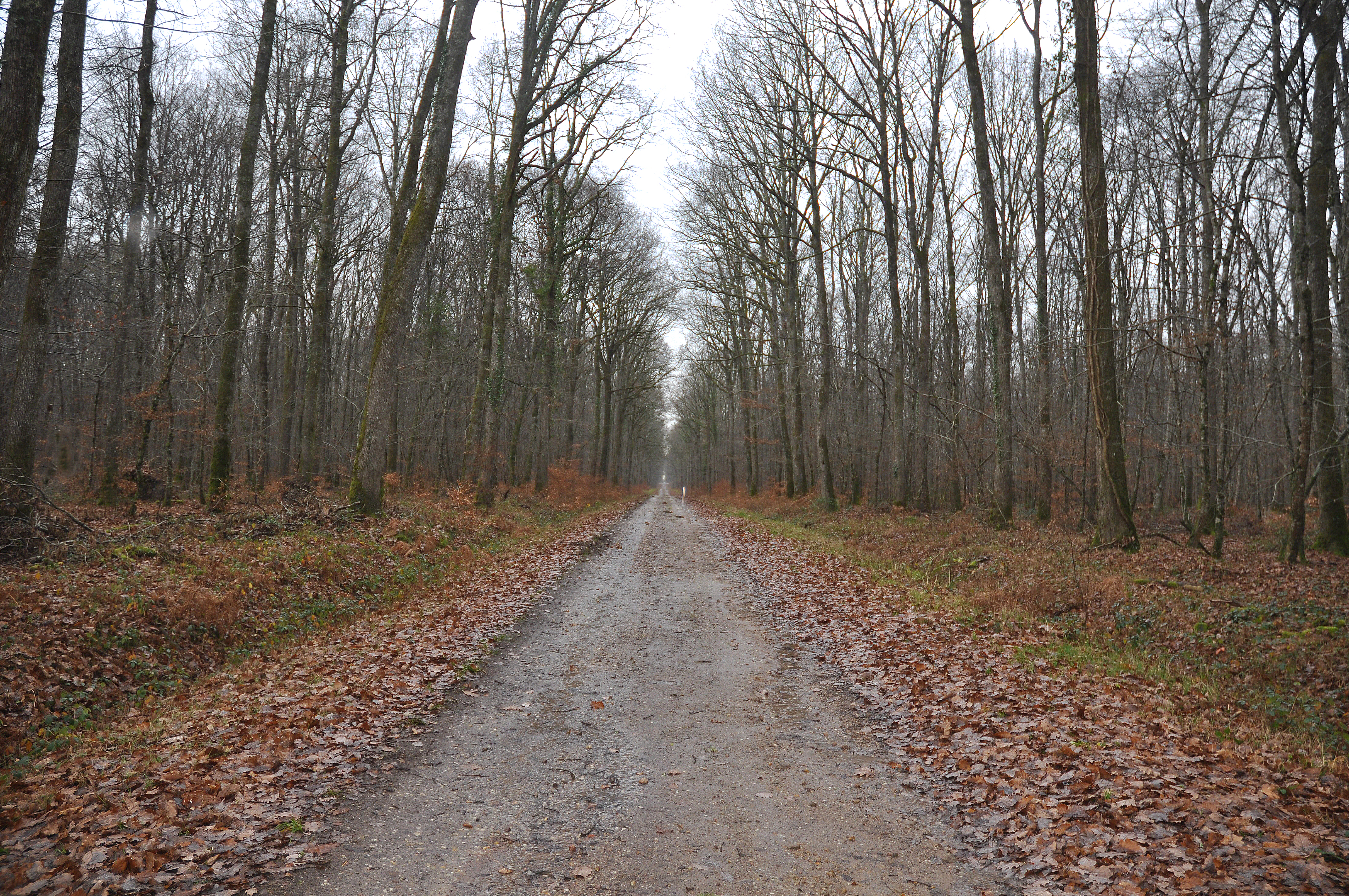
Piste près du « Chêne carré » (décembre 2011).

## Géographie
Ce massif est situé dans le département français de l'Allier. La chênaie s'étend sur les communes de Braize (776 ha), Cérilly (1 788 ha), Couleuvre (405 ha), Isle-et-Bardais (2 788 ha), Le Brethon (1 400 ha), Meaulne (112 ha), Saint-Bonnet-Tronçais (1 176 ha), Urçay (343 ha), Valigny (17 ha) et Vitray (1 728 ha).
Située dans la sylvoécorégion (au sens de l'IFN) « Boischaut et Champagne berrichonne », la forêt domaniale constitue l'essentiel du massif forestier de Tronçais, qui couvre environ 12 000 ha.
La pluviométrie est comprise entre 800 et 900 mm selon l'endroit. La température moyenne est d'environ 10 °C.
Le massif a une orientation générale nord-ouest. Il présente généralement des pentes faibles, à l'exception du massif de La Bouteille et des vallons formés par les principaux cours d'eau.
Les altitudes s'étagent entre 205 m (au nord-ouest) et 360 m (au Bois laid).
On distingue dans le massif quatre grandes parties : l'Armenanche à l'est, la Réserve au centre, les Landes blanches au nord-ouest et la Bouteille au sud-ouest. Plusieurs enclaves y ont créé des « milieux ouverts ».
Les contours du massif (écotone/lisières) sont très découpés.

### Biogéographie
En termes d'écologie du paysage, et dans le cadre du SRCE qui précise régionalement la trame verte et bleue nationale, ce massif joue un rôle important de réservoir de biodiversité pour de nombreuses espèces. Ce réservoir est en outre encore relativement bien « connecté » à des structures écopaysagères de type bocage (« bocage bourbonnais » au nord, et paysage bocager agropastoral à prairies temporaires encore relativement arboré (sauf au centre et sur la frange est de la région naturelle voisine Limagne-Val d'Allier), ou encore à un réseau de prairies permanentes (à l'ouest).
Les autres massifs proches, plus ou moins déconnectés de la forêt de Tronçais (sauf pour les oiseaux et quelques animaux plus mobiles), sont principalement :
- la forêt des Colettes, au nord des gorges de Chouvigny, plus petite, mais qui s'étend quand même sur plus de 3 000 ha et abrite quelques espèces rares ou devenues rares et dites patrimoniales comme la rosalie des Alpes, le triton crêté (espèce protégée au niveau européen) ou le sonneur à ventre jaune[3] ;
- la forêt de Bagnolet ;
- la forêt de Messarges ;
- la forêt de Lespinasse ;
- la forêt de Gros-Bois ;
- la forêt de Civrais.

### Cours d'eau et étangs

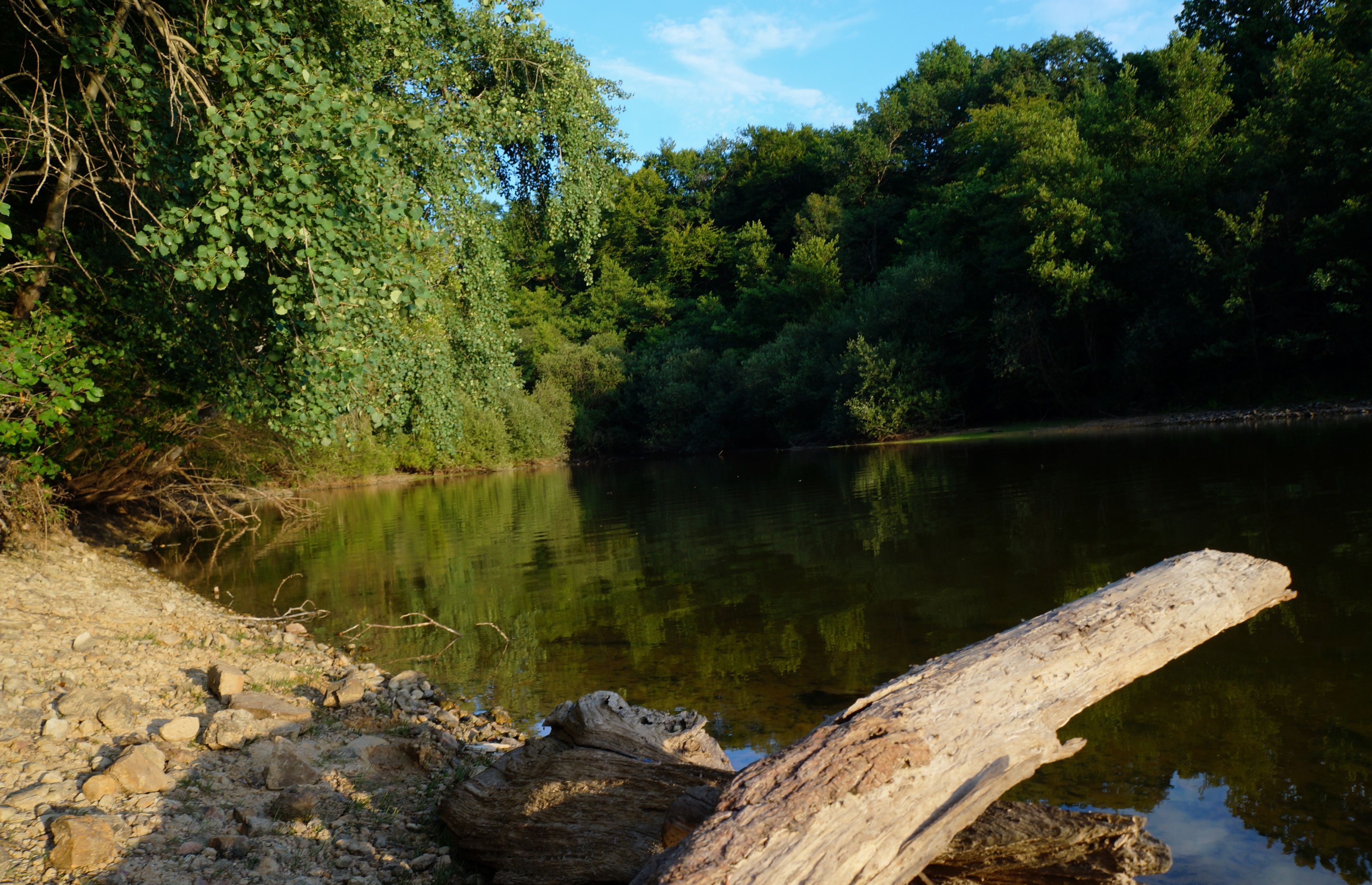
L'étang de Pirot à l'état sauvage en forêt de Tronçais.

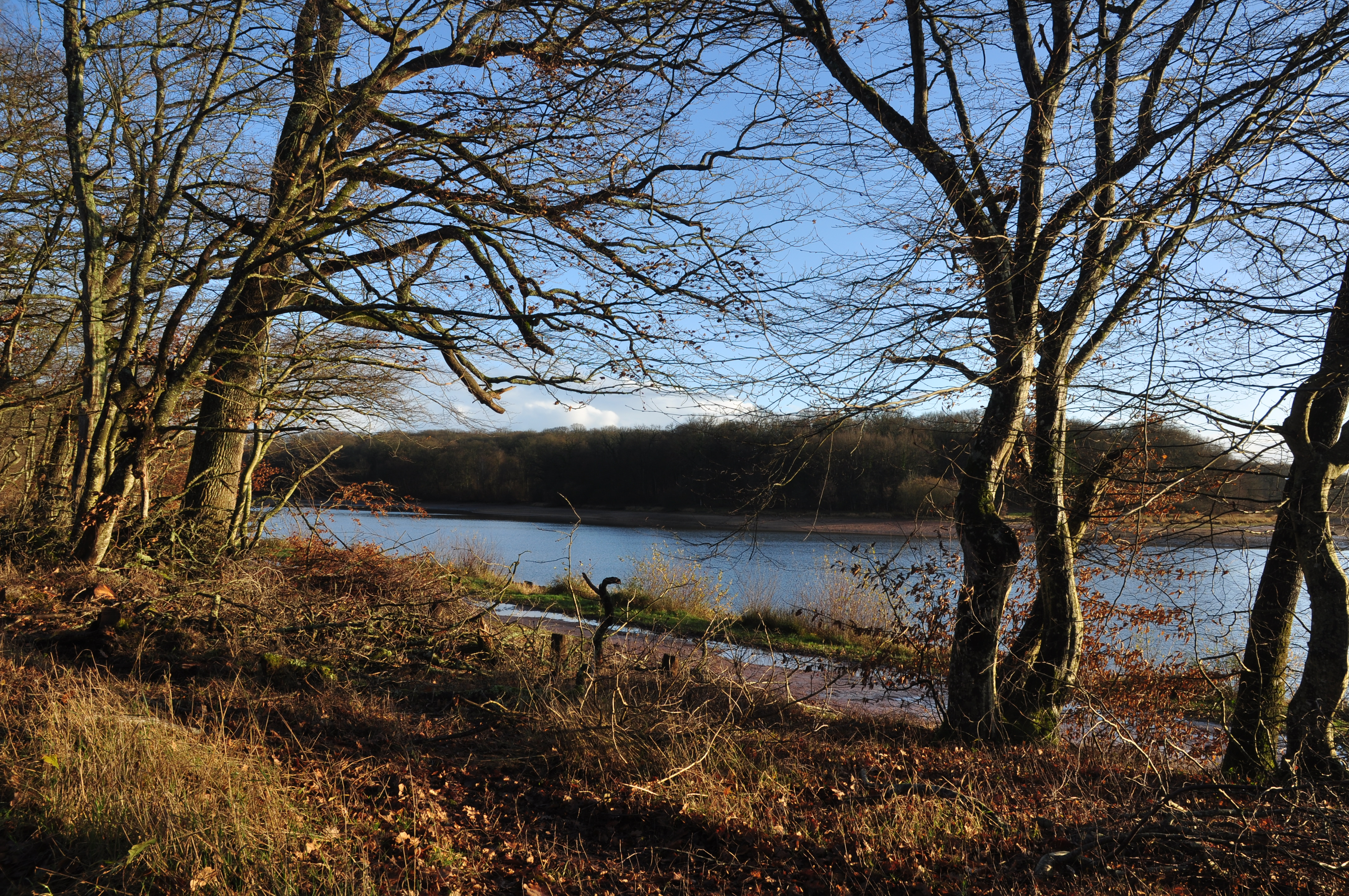
L'étang de Pirot (décembre 2011).

Outre de nombreux ruisseaux, deux rivières traversent le massif : la Marmande et la Sologne. Cinq étangs s'y trouvent :
- L'étang de Saint-Bonnet s'étend sur 44 ha. Cet étang naturel a été agrandi à la fin du XVIIIe siècle de manière à pouvoir soutenir le niveau de l'étang de Morat. Il est inscrit à l'inventaire des sites depuis le 1er février 1934.
- L'étang de Tronçais s'étend sur 18 ha. Situé sur le cours de la Sologne, il a été créé en 1789 pour fournir de l'énergie aux forges de Tronçais.
- L'étang de Morat (privé) s'étend sur 13 ha. Il se situe sur le cours de la Sologne, en aval de l'étang de Tronçais.
- L'étang de Saloup (privé) s'étend sur 12 ha. Il est situé en amont de l'étang de Tronçais.
- L'étang de Pirot (public) s'étend sur 71 ha. Situé sur le cours de la Marmande, il a été mis en service en 1848 pour alimenter en eau le canal de Berry via l'étang de Goule. Il est profond de 14 m au pied du barrage.

On trouve dans la forêt près d'une centaine de sources. Beaucoup d'entre elles (environ 80) bénéficient d'une protection maçonnée ; elles portent le nom de fonts, comme la Font Bégault à la naissance du ruisseau des Planchettes ou la Font de la Goutte d'Argent.

## Géologie
La forêt est située en limite sud du Bassin parisien, sur des substrats variés (géologiquement datés du primaire au quaternaire). Toutefois, la plus grande partie de la forêt est située sur des grès ou argiles du trias.

## Histoire
Le terroir de Tronçais a été assez fortement occupé et exploité à l'époque gallo-romaine par des agriculteurs, forestiers et artisans du feu tels que les tuiliers et les métallurgistes, qui y ont installé plus d'une centaine de petits établissements en défrichant des clairières. L'exploitation agricole recule au profit de la forêt à la fin de l'Antiquité.
La première mention connue du nom Tronçais remonte au XIIIe siècle, dans un document relatif au prieuré de la Bouteille. Ce nom dériverait de « tronce », ancien nom du chêne rouvre.[réf. nécessaire]
Initialement propriété des quatorze paroisses environnantes, puis cédée en 1327 aux ducs de Bourbon, la forêt de Tronçais appartient au pouvoir central depuis 1527, date à laquelle elle fut confisquée par le pouvoir royal au Connétable de Bourbon, avec l'ensemble de ses terres.
La création de la futaie de chênes de Tronçais remonte à Colbert qui en organise la délimitation et le réaménagement en 1670.
Colbert, désireux de doter le royaume de France d'une marine puissante, a décidé de planter plus d'un million d'hectares d'arbres dont les troncs et les branches, spécialement sélectionnés, doivent fournir à l'industrie navale une matière première de grande qualité. Il fait ainsi rédiger un catalogue reproduisant les pièces spéciales, « les bois tors », dont le but était de présenter les pièces de bois particulières destinées à la charpenterie de marine. En 1679, les deux-tiers sont traités en taillis composé. L'objectif est de produire dans les délais les plus brefs du bois d'œuvre. L'éducation des baliveaux étant plus rémunératrice que celle de la futaie, le traitement en taillis composé est préféré à tout autre.
La forêt est fortement dégradée par la suite avec la création en 1788 des forges de Tronçais alimentées au charbon de bois. Les deux tiers de la forêt sont concédés à Nicolas Rambourg, maître de forges. L'exploitation produit fonte, fer et produits dérivés jusqu'en 1870, puis, comme filiale de Châtillon-Commentry, elle se spécialise jusqu'en 1932 dans la production de câbles, posés notamment dans la tour Eiffel.
Cette exploitation saigne à blanc la forêt. Joseph Louis Buffévent, inspecteur des Eaux et Forêts à Montluçon, entreprend une étude complète de la forêt dès 1832. Il décide en 1835 d'un aménagement en futaie régulière à la révolution de 140 ans est adopté. La durée de la révolution est portée à 180 ans, puis 225 ans (aménagement de 1928) et, enfin, 250 ans pour l'aménagement 1976-2000. Ironie de l’histoire, la forêt n’a fourni que très peu de bois pour la marine. Trop droit et avec des croissances qui ne confèrent pas les qualités requises pour construire les navires, il fournit surtout au XVIIIe siècle du bois d'ébénisterie (lambris sculptés du Louvre) et de tonnellerie. Au début du XXe siècle apparaît l'industrie du tranchage qui donnera au chêne de Tronçais toute sa valeur dans la tonnellerie et le parquet.
À la Libération, la forêt de Tronçais abrite le très controversé centre de séjour surveillé de Tronçais, où ont été internés les habitants de la région de Montluçon suspectés de collaboration. Des atrocités, nourries par un besoin de vengeance, y ont été commises d'août à octobre 1944.
Le 17 mai 2018, la forêt de Tronçais devient la 8e forêt domaniale de France et la 1re d'Auvergne, lors d'une cérémonie officielle présidée par Christian Dubreuil, directeur général de l'ONF, à recevoir le label « Forêt d’Exception ».
Le même jour, une grève des gardes forestiers de l'ONF est lancée pour protester contre la demande de rentabilité des forêts que fait l'État français dans une démarche plus globale de mise en concurrence, craignant une surexploitation de celles-ci. Ce changement de politique de la gestion des forêts a commencé en 2000, à la suite de la tempête de 1999 provoquée par les cyclones extratropicaux Lothar du 26 décembre 1999 et Martin des 27 et 28 décembre, pendant lesquels de nombreux arbres sont tombés, et à la suite desquels l'État a poussé à couper davantage de bois pour le revendre et ainsi rentabiliser les forêts. On peut rappeler à cet égard que la filière bois française, de la forêt jusqu'à ses utilisations finales (bois de charpente, papier, meubles) reste depuis des dizaines d'années déficitaire de plusieurs milliards d'euros. Philippe Canal, porte parole du syndicat Snupfen, rappelle alors que, depuis sa création en 1964, l'ONF a pour but principal la gestion durable des forêts,.
En septembre 2018, la forêt de Tronçais est le point de ralliement d'agents de l'ONF parcourant à pied le trajet qui les mène de la forêt dont ils ont la gestion, comme Mulhouse, Valence, Perpignan ou Strasbourg, à celle-ci. Ces agents désirent ainsi une nouvelle fois protester contre la demande de rentabilité de la gestion de la forêt que fait l'État français.

## Qualité du bois
Le chêne de Tronçais est particulièrement réputé pour sa qualité, notamment pour faire des tonneaux destinés à l'élevage du vin et des spiritueux. Cela est lié à plusieurs éléments, qu'on retrouve dans d'autres forêts domaniales du bassin ligérien :
- On y trouve peu de nœuds : l'ancienneté de la gestion en futaie régulière permet d'avoir des arbres élancés et élagués naturellement.
- Ses accroissements sont fins et réguliers : le déficit hydrique estival et, dans une moindre mesure, la densité des peuplements le font pousser lentement. Ce « grain fin » est recherché par les tonneliers.
- La qualité du cru : le bois a une couleur rosée et une composition chimique appréciées.

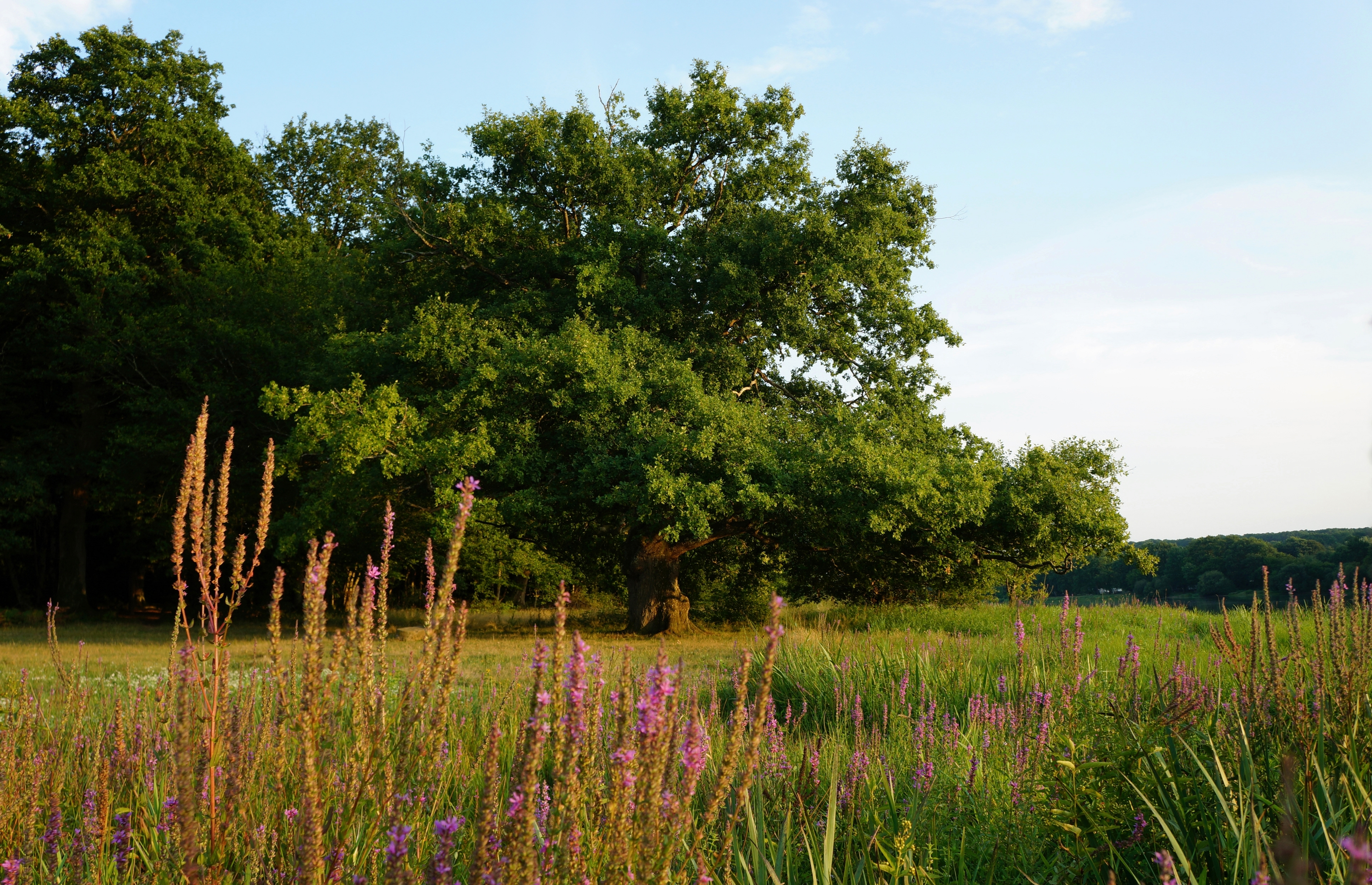
Chêne de Pirot à la lumière du soir en forêt de Tronçais.

## Gestion sylvicole et aménagement

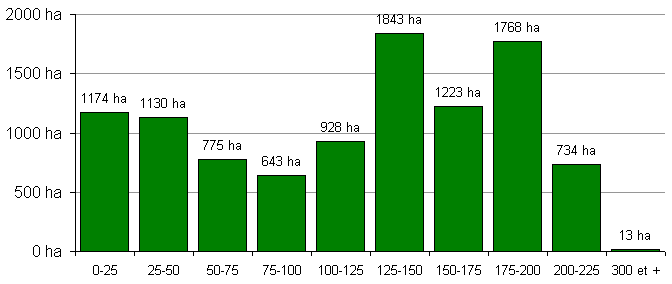
Répartition des classes d'âges en 2001.

La forêt domaniale est divisée en 442 parcelles. Elle est gérée avec le chêne sessile comme essence principale sur 95 % de la surface, et le pin (sylvestre ou laricio) sur 5 %, là où les sols sont plus pauvres. Le hêtre et le charme sont présents en accompagnement du chêne. On trouve également de l'alisier torminal et du merisier.
En 2001, les classes d'âge des parcelles de chêne étaient globalement équilibrées, avec toutefois un léger « défaut » (de classes d'âge) entre 50 et 100 ans (dû à des régénérations insuffisantes dans la première moitié du XXe siècle), compensé par un excès de parcelles de 125 à 200 ans (régénérations entre 1800 et 1875 des parcelles mises en réserve par la réformation de 1670).
L’aménagement forestier en cours est validé pour la période 2001-2025, comprenant en particulier une liste des parcelles à couper et régénérer et des « coupes d'améliorations ».
Les objectifs sylvicoles sont :
- 7 330 ha de futaie régulière de chênes à 250 et 300 ans[2] ;
- 2 300 ha de futaie régulière de chênes à 200 ans[2] ;
- 570 ha de futaie régulière de pins à 100 ans[2] ;
- 50 ha (secs ou humides) en gestion extensive[2].

Au début du XXIe siècle, en France métropolitaine, c'est la seule forêt et chênaie publique où la surface à régénérer est calculée sur un cycle dépassant 200 ans.

### La futaie Colbert
Les peuplements les plus vieux de la forêt se situent dans la « futaie Colbert ». Il s'agit d'une parcelle de 13 ha, en deux morceaux, dont le peuplement principal est issu d'une régénération datant de la fin du XVIIe siècle (plus de 300 ans en 2000). Ces peuplements sont classés en réserve biologique dirigée, c'est-à-dire qu'il n'y est plus pratiqué de sylviculture, dans le but de favoriser la biodiversité liée au bois mort et aux arbres sénescents présents dans ce vieux peuplement.
La futaie Colbert couvrait 73 ha en 1976, dont 60 ont été régénérés dans la période 1976-2001.

## Faune et flore

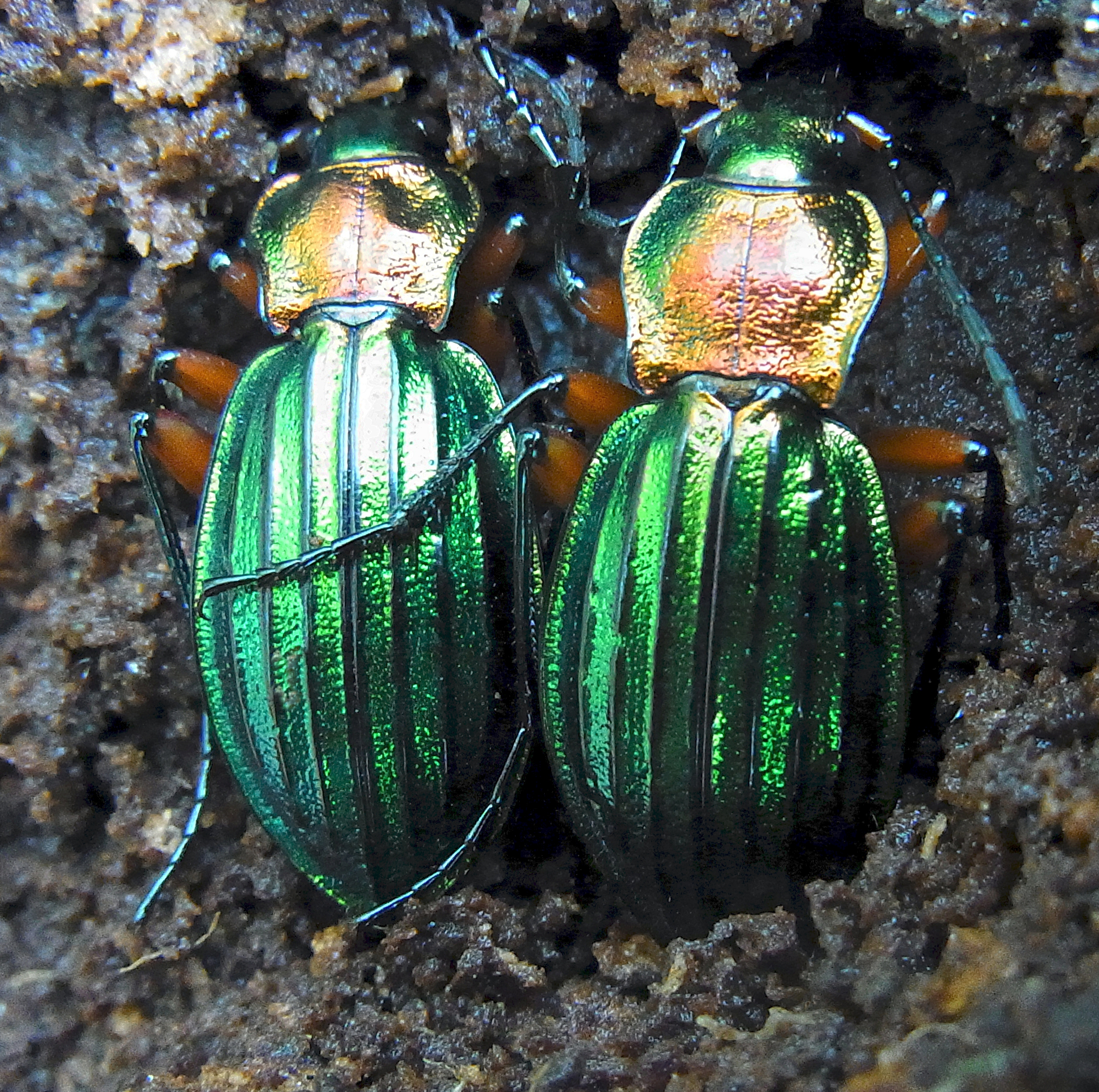
Carabes à reflet cuivré à Tronçais.

La forêt de Tronçais abrite une faune et une flore diversifiées, grâce à la taille et l'ancienneté du massif. On trouve notamment des rapaces (buse variable, aigle botté, autour des palombes, busard Saint-Martin, etc.) et de nombreuses espèces de chauve-souris. La diversité des insectes est également très importante, notamment dans les parcelles de vieux bois (en particulier en futaie Colbert).
L'ensemble du massif est classé en ZNIEFF de type 1, et plus de 1 100 ha sont en zone Natura 2000. Par ailleurs, il existe depuis 1996, une réserve biologique intégrale d'une surface de 98 ha.
Les importantes populations de cerf, chevreuil et sanglier sont régulées par la chasse, à tir et à courre, qui est très présente sur le massif.

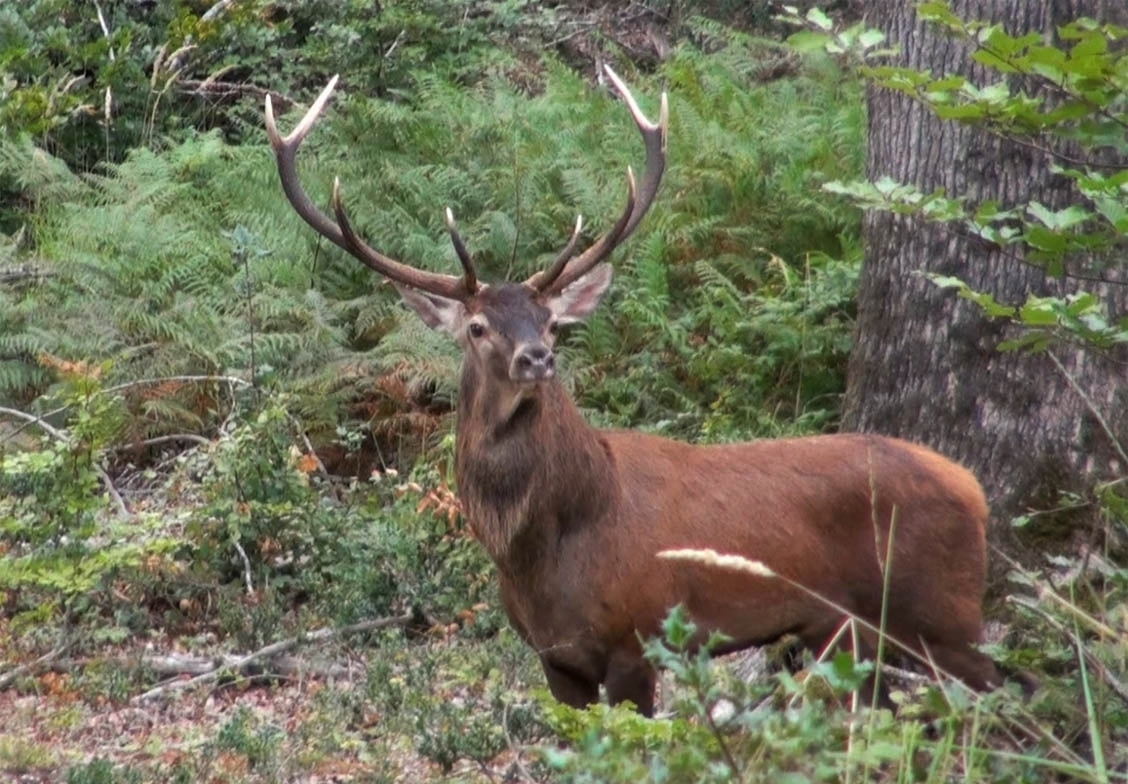
Cerf pendant la période du brame en forêt de Tronçais.

## Patrimoine

### Arbres remarquables
De nombreux arbres remarquables ont été conservés. Parmi eux, certains sont classés (données 2001) :
- Chêne carré (circonférence : 6,44 m, âge > 300 ans, parcelle 215) ; il doit son nom à la forme carrée de sa base.
- Chêne Émile Guillaumin (circ. : 3,90 m, âge > 300 ans, parcelle 176)
- Chêne Jacques Chevalier (circ. : 4,70 m, âge > 300 ans, parcelle 134) ; mort, il n'en reste en 2011 qu'une partie du tronc.
- Chênes jumeaux (circ. : 4,45 et 5,10 m, âge > 400 ans, parcelle 137)
- Chêne Charles-Louis Philippe (circ. : 4,70 m, âge > 300 ans, parcelle 177)
- Chêne de Montaloyer (circ. 5,45 m, âge > 400 ans, parcelle 279)
- Chêne Pilier, le plus haut de la forêt (47,50 m, né en 1821.
- Chêne de la Résistance (circ. : 3,70 m, âge > 300 ans, parcelle 235)
- Chêne Saint-Louis (circ. : 6 m, âge > 400 ans, parcelle 232)
- Chêne Sentinelle (circ. 6,50 m, âge > 400 ans, parcelle 136)
- Chêne Stebbing II (circ. 4,60 m, âge > 300 ans, parcelle 227) ; il porte le nom d'un directeur de l'école forestière d'Édimbourg qui amenait chaque année plusieurs de ses élèves en forêt de Tronçais.

D'autres chênes remarquables ont été abattus :
- Chêne Apollon, abattu en 1954
- Chêne Stebbing
- Chêne de Morat, abattu en 2006
- Chêne du Vieux Morat, abattu en 2011

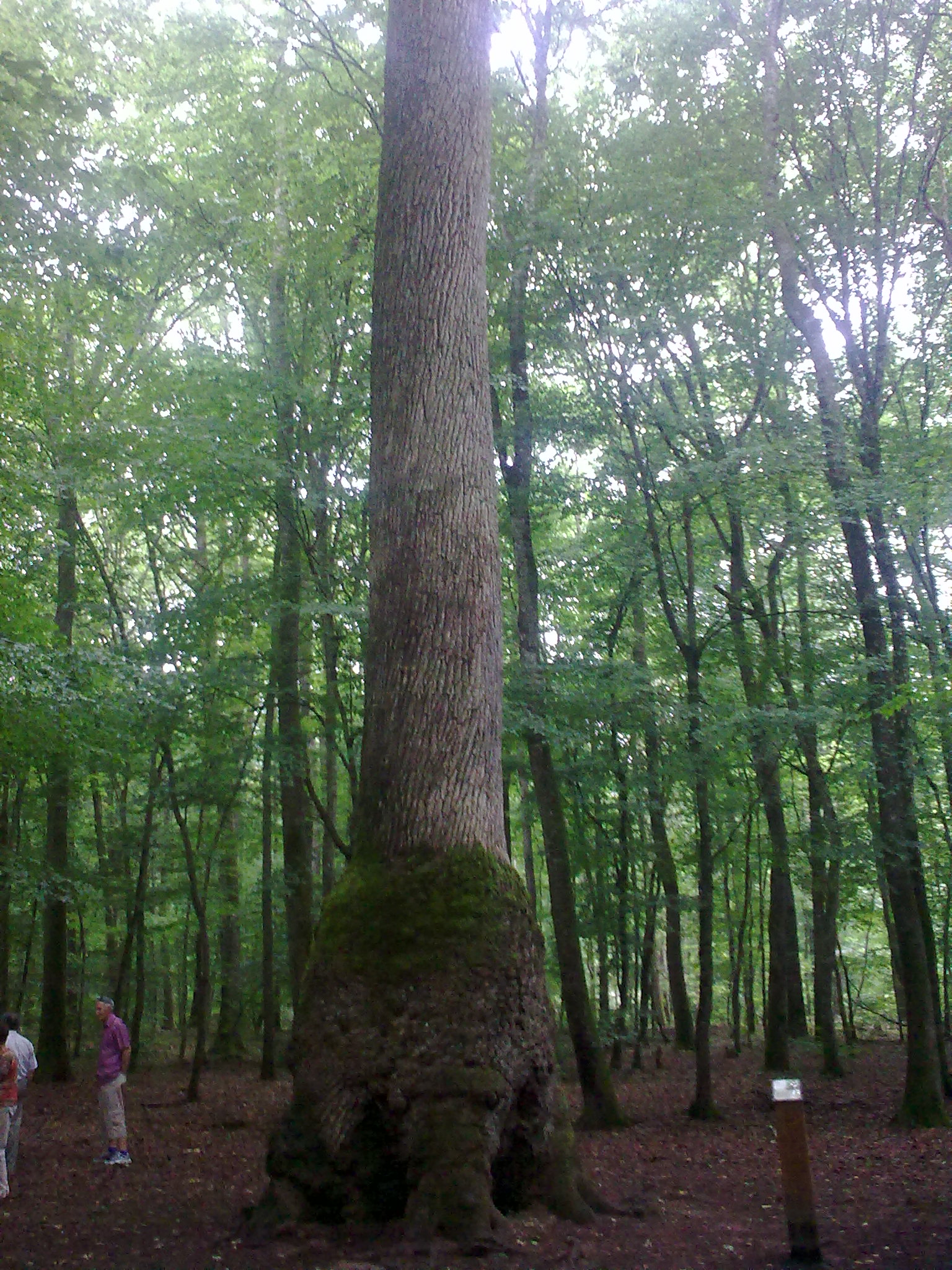
Chêne carré.
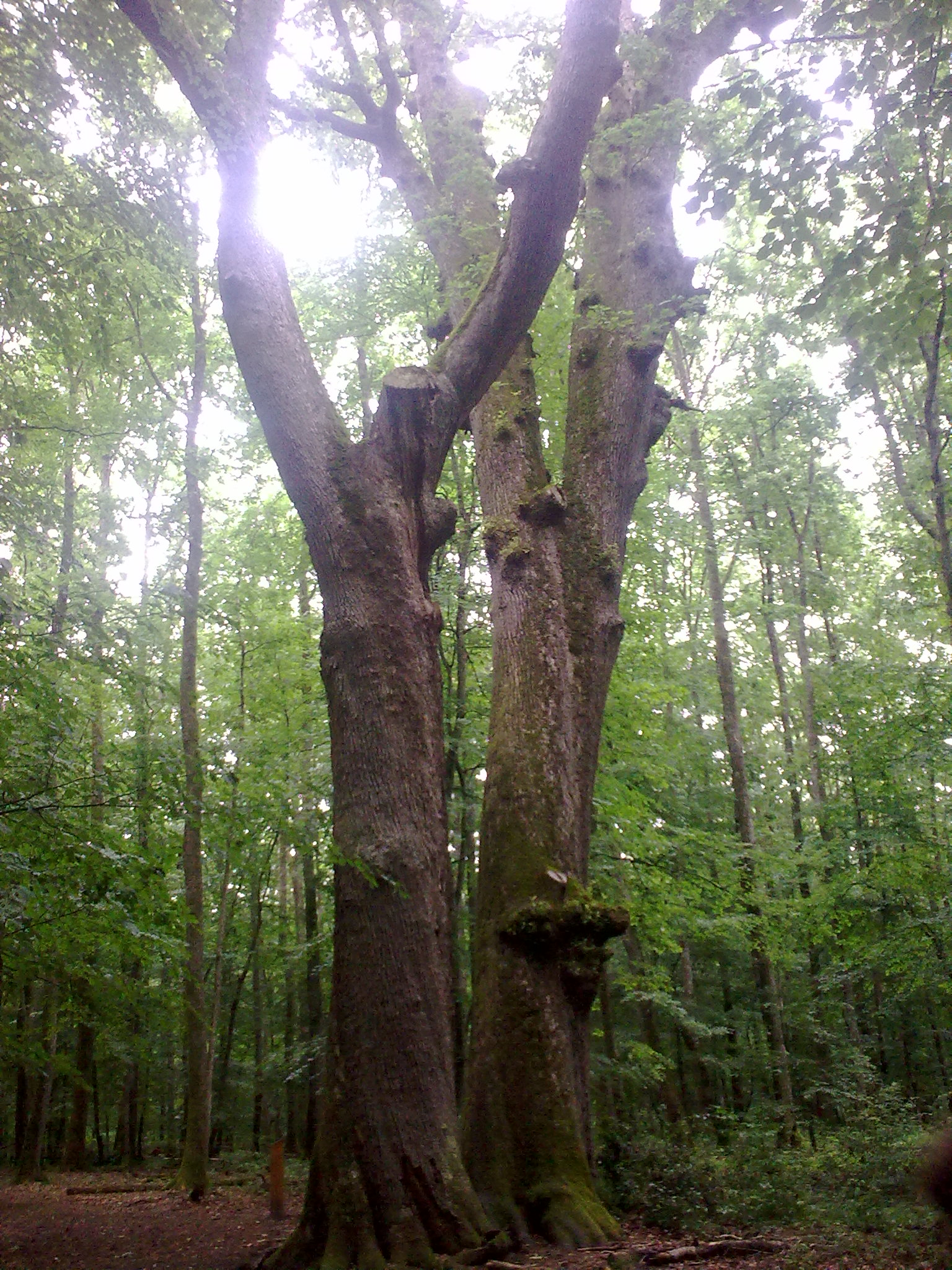
Chênes jumeaux.
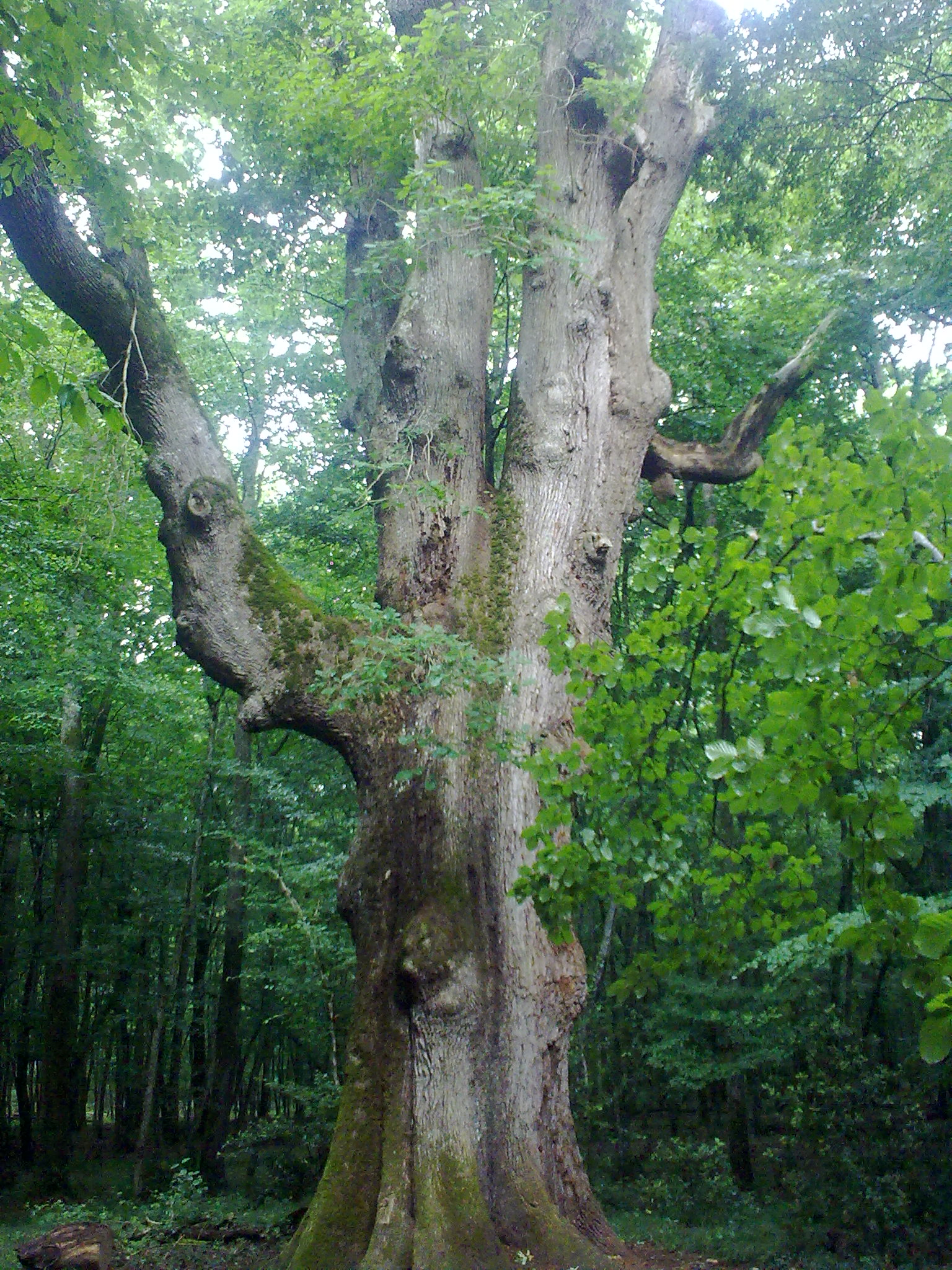
Chêne Sentinelle.
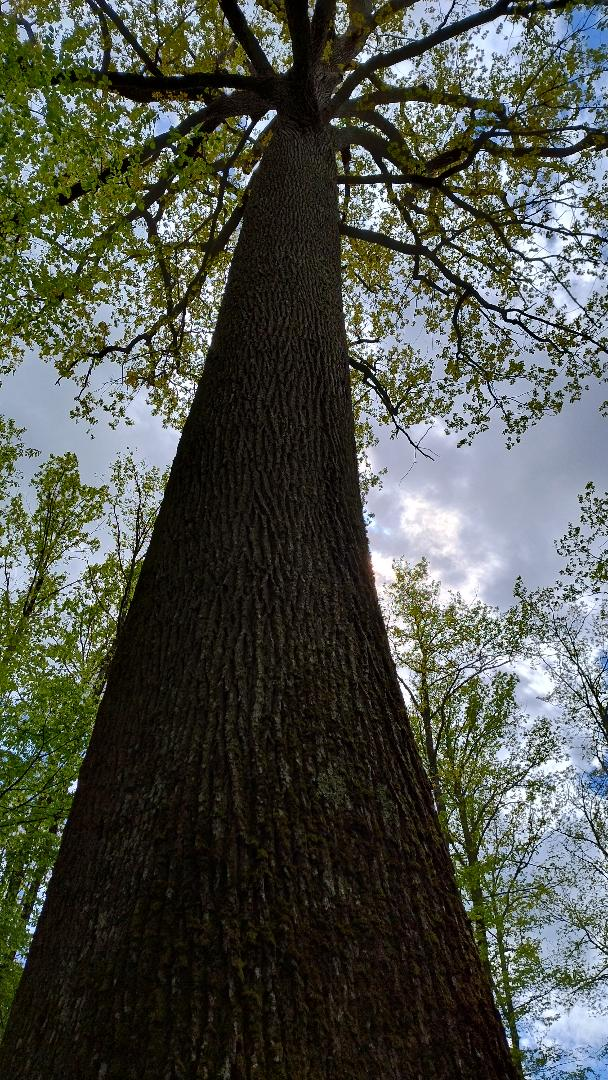
Chêne Stebbing II.

### Fonts
On trouve dans la forêt environ 40 sources aménagées appelées fonts. Leur présence est liée à l'occupation de la forêt au cours de l'histoire et la nature de leur aménagement est très hétérogène.
Les plus réputées sont :
- la font de Viljot, sur la parcelle 175,
- la font du Grand Gué (site gallo-romain à proximité),
- la font Jarsaud,
- la font de Tronçais,
- la font des Porchers,
- la font Bégault, sur la parcelle 361,
- la font Saint Mayeul,
- la font Sablière, sur la parcelle 324,
- la font du Meslier, sur la parcelle 155,
- la font de Verniole,

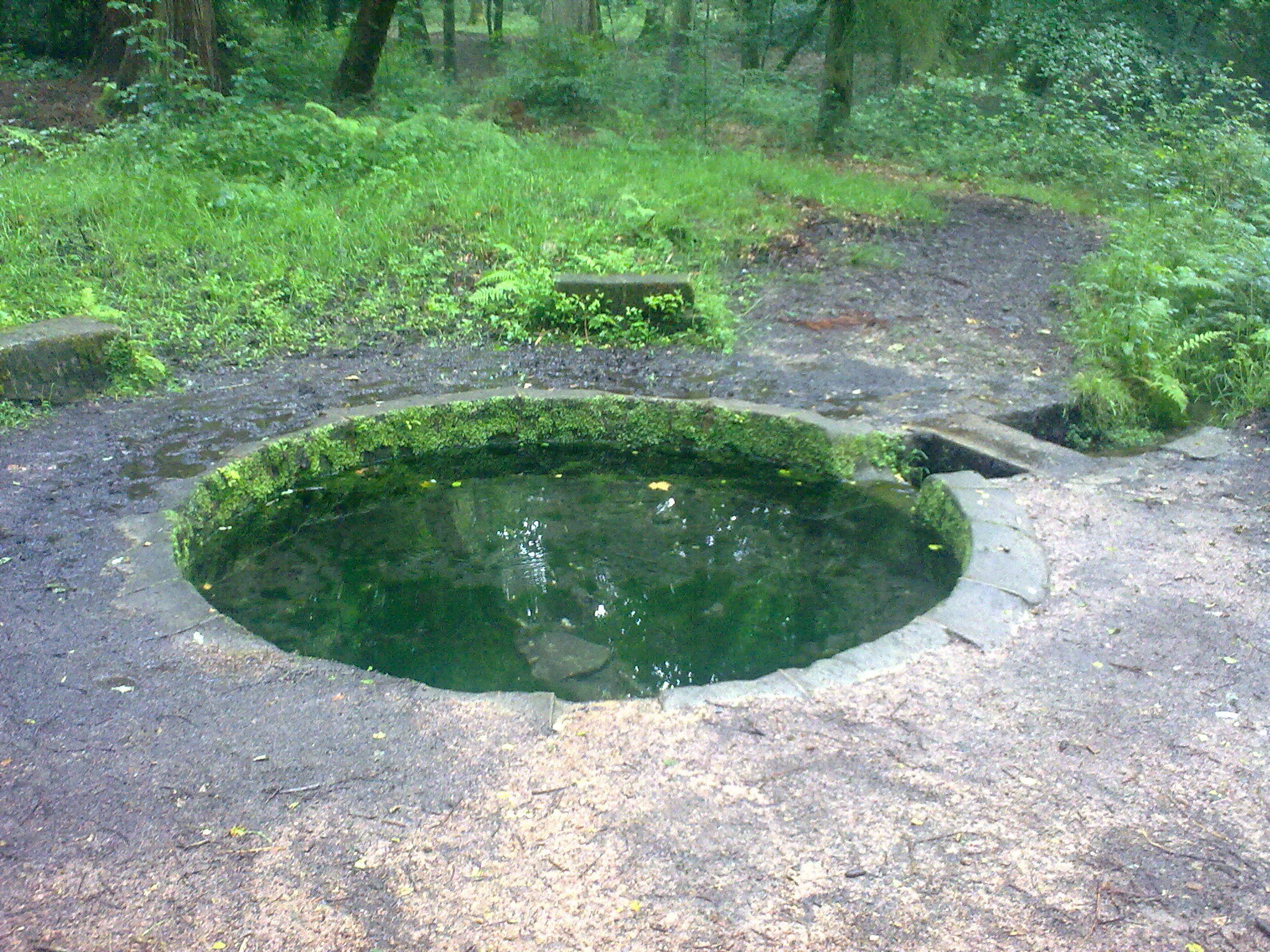
La font de Viljot.
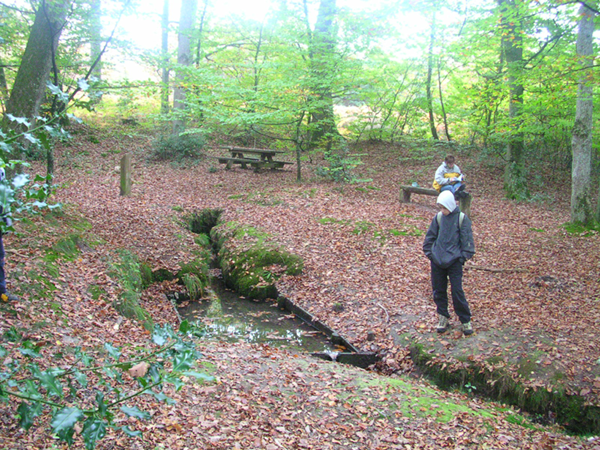
La font Jarsaud.

### Sites archéologiques
La forêt abrite de nombreux sites archéologiques gallo-romains, qui ont fait l'objet de campagnes de prospection et de sondages, soit par les soins d'associations locales comme la Société des amis de la forêt de Tronçais et le Cercle d’archéologie de Montluçon et de sa région, soit par des équipes universitaires, notamment au début des années 2000. Ces recherches montrent que ce terroir forestier dépendant de la cité des Bituriges Cubes était, à l'époque gallo-romaine, assez largement habité et exploité par des agriculteurs, des forestiers et des artisans du feu (tuiliers, métallurgistes) ; plus d'une centaine de petits établissements, implantés dans des clairières de défrichement, ont été repérés. Il ne semble pas qu'il y ait eu une occupation équivalente à l'époque protohistorique et au Moyen Âge. Sur le territoire de la commune d'Isle-et-Bardais, au lieu-dit les Petits Jardins, une fouille a révélé la présence d'un sanctuaire composé de deux petits temples du type fanum, site réoccupé plus tard par des artisans tuiliers.

### Forest Art
Des troncs sculptés ont été installés à différents ronds de la forêt par l'ONF et la communauté de communes du Pays de Tronçais en 2008, 2010 et 2012.
Chaque année se tiennent des expositions en divers lieux de la forêt, et particulièrement à Hérisson, sur les bords de l'Aumance.